# LG G Flex2
Az LG G Flex2 az LG érintőképernyős, Android operációs rendszerrel működő felsőkategóriás okostelefonja. A hajlított készülék 13 megapixeles kamerával és öngyógyító hátlappal rendelkezik.

## Főbb paraméterek
- Processzor: Qualcomm Snapdragon 810 / MSM8994 /Quad-core 1.5 GHz Cortex-A53 & Quad-core 2.0 GHz Cortex-A57
- Belső tárhely: 32/16Gb
- RAM: 3/2 Gb -Tárhelytől függően.
- Kijelző: 5,5 collos (1920x1080)
- Kamera: 13 megapixeles elsődleges kamera f/2.4, lézeres autofókus, 2,1 megapixeles másodlagos kamera
- Akku: 3,000 mAh
- Operációs rendszer: Android 5.0.1 Lollipop
- Méret: 149.1 x 75.3 x 7.1-9.4 mm
- Súly: 152 g
- Hálózat: 2G: GSM 850/900/1800/1900 3G: HSDPA850/900/1900/2100 4G:LTE band 1(2100), 3(1800), 7(2600), 8(900), 20(800) Mhz